# 八棱两极虫
八棱两极虫（学名：Myxidium octospinum）为两极科两极虫属的动物。在中国，分布于湖北等，营寄生生活，寄生在鲩的输尿管。